# Gérard Philipe
Gérard Philipe (4 tháng 12 năm 1922 - 25 tháng 11 năm 1959) là một diễn viên người Pháp nổi tiếng đã xuất hiện trong 34 bộ phim từ năm 1944 đến năm 1959.

## Sự nghiệp điện ảnh

### Diễn viên
| Năm  | Phim                                             | Vai diễn                          | Đạo diễn                       |
| ---- | ------------------------------------------------ | --------------------------------- | ------------------------------ |
| 1946 | The Idiot                                        | Le prince Muichkine               | Georges Lampin                 |
| 1947 | Devil in the Flesh                               | François Jaubert                  | Claude Autant-Lara             |
| 1948 | Such a Pretty Little Beach                       | Pierre Monet                      | Yves Allégret                  |
| 1948 | The Charterhouse of Parma                        |                                   |                                |
| 1949 | Beauty and the Devil                             | Young Henri Faust                 | René Clair                     |
| 1950 | Juliette, or Key of Dreams                       | Michel                            | Marcel Carné                   |
| 1950 | La Ronde                                         | the Count                         | Max Ophüls                     |
| 1951 | Fanfan la Tulipe                                 | Fanfan La Tulipe                  | Christian-Jaque                |
| 1952 | The Seven Deadly Sins (episode "The Eighth Sin") | the carnival banker"/"the painter | Georges Lacombe (episode)      |
| 1952 | Beauties of the Night                            | Claude                            | René Clair                     |
| 1952 | It Happened in the Park (episode "La Rupture")   | Carlo                             | Gianni Franciolini             |
| 1953 | The Proud and the Beautiful                      | Georges                           | Yves Allégret                  |
| 1953 | Knave of Hearts                                  | Andre Ripois                      | René Clément                   |
| 1953 | Royal Affairs in Versailles                      | D'Artagnan                        | Sacha Guitry                   |
| 1954 | Le Rouge et le Noir                              | Julien Sorel                      | Claude Autant-Lara             |
| 1955 | The Grand Maneuver                               | Armand de la Verne                | René Clair                     |
| 1955 | If Paris Were Told to Us                         | Le Trouvère                       | Sacha Guitry                   |
| 1956 | Les Aventures de Till L'Espiègle                 | Till Eulenspiegel                 | Gérard Philipe and Joris Ivens |
| 1957 | The House of Lovers                              | Octave Mouret                     | Julien Duvivier                |
| 1957 | The Lovers of Montparnasse                       | Amedeo Modigliani                 | Jacques Becker                 |
| 1958 | La Vie à deux                                    | Désiré                            | Clément Duhour                 |
| 1958 | Le Joueur                                        | Alexei Ivanovich                  | Claude Autant-Lara             |
| 1959 | Les Liaisons dangereuses                         | Vicomte de Valmont                | Roger Vadim                    |
| 1959 | La Fièvre Monte à El Pao                         | Ramon Vasquez                     | Luis Buñuel                    |

### Lồng tiếng
- Le Petit Prince (1954)
- La Vie de W.-A. Mozart - racontée aux enfants (1954)
- Pierre et le Loup (Peter And The Wolf by Sergei Prokofiev) with the Symphony Orchestra of the USSR (1956)

### Sách tiểu sử
- Capua, Michelangelo (2008). Gérard Philipe. Alessandria: Edizioni Falsopiano.
- Sadoul, Georges (1962). Gérard Philipe. Belin: Henschelverlag.
- Le Coz, Martine (March–April 1997). "Gérard Philipe, héros stendhalien". Avant-Scène du Cinéma. Paris.
- Stupková, Laurence (ngày 12 tháng 4 năm 2001). "Gérard Philippe: comédien français très aimé des Tchèques". Prague.http://www.radio.cz/fr/rubrique/faits/gerard-philippe-comedien-francais-tres-aime-des-tcheques